# Acacia carens
Acacia carens é uma espécie de leguminosa do gênero Acacia, pertencente à família Fabaceae.